# Dimitrios Loundras
Dimitrios Loundras (griechisch Δημήτριος Λούνδρας, * 4. September 1885 in Athen; † 15. Februar 1970) war ein griechischer Turner, Mitglied im Verein Ethnikos Gymnastikos Syllogos.
Loundras nahm an den Turnwettbewerben der Olympischen Sommerspiele 1896 in Athen teil. Er war Mitglied der griechischen Barren-Mannschaft, die beim Wettbewerb Dritter von drei Bewerbern wurde. Mit zehn Jahren und 218 Tagen ist Loundras bis heute der jüngste namentlich bekannte Olympionike der modernen Geschichte.
Loundras diente im Ersten und im Zweiten Weltkrieg und stieg in der griechischen Marine bis in den Rang eines Admirals auf.